# Marin Alsop
Marin Alsop ([ˈmɛər.ɪn ˈæːl.sɑːp]; (Nova York (USA), 16 d'octubre, 1956), és una directora nord-americana. Ha esdevingut pionera en moltes ocasions per ser la primera dona que dirigeix festivals de renom com el Proms, rebre el premi Koussevitzky i rebre una Beques MacArthur.
Actualment és directora de la Baltimore Symphony Orchestra i de l'Orquestra Simfònica de la Ràdio de Viena i del Festival de Ravinia. L'any 2008 va ser escollida membre de l'Acadèmia Americana de les Arts i les Ciències i al 2020 de la Societat Filosòfica Americana.

## Educació i primers anys de vida
Marin Alsop va néixer a Nova York l'any 1956, filla de Ruth E. Condell i Keith Lamar Alsop, ambdós músics. Va créixer a l'Upper West Side de Manhattan. La seva primerenca educació va ser a la Masters School i va estudiar violí a la Julliard School en la Pre-College Division i es graduà l'any 1972.
En quant als anys universitaris va anar a la Universitat Yale, on va estudiar matemàtiques, però va canviar a Julliard on va estudiar el superior i el màster en violí. Mentre estava a Julliard, Marin Alsop va formar part en certes ocasions de l'Orquestra Filharmònica de Nova York i la New York City Ballet.
Al juny de 2021, Alsop tenia l'oportunitat de parlar a la 116a Commencement Ceremony de Julliard, que es feia a Damrosch Park, on va ser premiada com a Doctora Honorària en Música.

## Carrera

### Carrera primerenca[calcitació]
Després d'intentar durant tres anys consecutius entrar a Julliard per fer la carrera de direcció, Alsop va fundar el New York String Ensemble l'any 1981, l'ensemble femení de jazz “String Fever”, I l'any 1984 Concordia, una orquestra especialitzada en música Americana del segle xx.
L'any 1983 va fer de concertino en una gravació de l'òpera de cambra de Philip Glass The Photographer. L'any 1985, va tocar el violí en una gravació del càsting de Brodway en el musical Big River.
Comença els seus estudis de direcció l'ant 1985 amb Harold Farberman. Més tard al 1989 amb Leonard Bernstein, Gustav Meier i Seiji Ozawa, director musical de la Boston Symphony Orchestra. L'any 1989 va guanyar el Koussevitzky Prize com a estudiant de direcció al Tanglewood Music Center. Va ser la primera dona en guanyar aquest premi. 

### Festival Carbillo, Colorado Symphony
Marin Alsop ha estat la directora del Cabrillo Festival of Contemporary Music del 1992 al 2016. Del 1993 al 2005 en va ser la principal directora, més endavant va estevenir la directora musical de la Colorado Symphony i nombrada directora d'orquestra amb honors. Alsop també va ser directora associada del 1988 al 1990 de la Richmond Symphony a Richmond, Virginia, directora musical des de 1989 al 1996 de la Eugene Symphony a Eugene, Oregon, directora musical des del 1990 de la Long Island Philarmonic, directora musical de 1992 a 1996 del Oregon Fesrival of American Music. L'any 2002, va ser cofundora de The Tataki Concordia Conducting Fellowship, ara anomenada the Taki Alsop Conducting Fellowship, per a directores. Al setembre de 2005, Alsop es va convertir en la primera directora en rebre un MacArthur Fellowship.

### Baltimore Symphony Orchestra[calcitació]
Al Setembre de 2007, Marin Alsop va ocupar el càrrec de directora de la Baltimore Symphony Orchestra, esdevenint la 12a en ocupar aquest càrrec, tot i que l'any anterior 2006-2007 ja va estar dirigint l'orquestra. En quan va ocupar aquest càrrec, va esdevenir la primera dona en dirigir una orquestra de l'elit americana. Aquest fet va generar certa controversia als membres de l'orquestra, que sentien que no se'ls hi va consultar suficient. El contracte d'Alsop va ser ampliat per cinc anys més al Juny de 2009 fins l'Agost de 2015. Al Juny de 2013, la BSO, va tornar a anunciar una extensió en el contracte de Marin Alsop fins al 2020-2021. Al Febrer de 2020 l'orquestra va anunciar que Alsop acabaria el seu recorregut musical amb l'orquestra a finals de la temporada 2020-2021. Va dirigir l'orquestra en tres ocasions l'estiu de 2021.
Les iniciatives d'Alsop amb la bSO inclouen el Webumentary Film Series, un podcast gratuït anomenat Clueless About Classical, I el programa OrchKids, destinat a nens en situacions desfavorides de Baltimore. L'agost de 2015, Alsop va ser nomenada directora de directors graduats al Peabody Institute de Johns Hopkins University, posant-se al lloc d'un dels seus mentors, Gustav Meier.

### Festival Ravinia
L'any 2020 Alsop va ser la directora principal al Ravinia Festival. Lloc on se li ha ampliat aquest càrrec alhora que el de directora de l'Orquestra Simfònica de Ràdio Viena fins a l'any 2025.

### Fora dels Estats Units
Al Regne Unit, Alsop ha sigut la principal directora convidada de la Royal Scottish National Orchestra i també de la City of London Sinfonia. Del 2002 al 2008 va ser la directora principal de la Bournemouth Symphony Orchestra, la primera dona en ser la directora principal d'una orquestra.
Va ser votada per la revista Gramophone Artist of the Year l'any 2003 I també va guanyar el premi per a directors de la Royal Philarmonic Society aquella mateixa temporada. L'abril de 2007, Alsop va ser una dels vuit directors d'orquestres del Regne Unit que va assumir el manifest: “Building on Excellence: Orchestras for the 21st Century” que va nombrar-se així per augmentar la presencia de la música clàssica al Regne Unit, incloent l'entrada gratuïta a tots els infants a concerts de música clàssica. Alsop va rebre un títol d'honor de Doctora en música per la Universitat de Bournemouth el 7 de novembre de 2007. Alsop va ser Artista Resident al Southbank Centre, Londres, Durant la temporada 2011-2012. L'any 2013, va ser la primera dona en dirigir la última Nit dels Proms.
Al 2012, Alsop va esdevenir la direcroa principal de la São Paulo State Symphony Orchestra (OSESP), la primera dona directora principal de la OSESP. El juliol de 2013, la OSESP la va guardonar fent-la directora musical i l'abril de 2015 li van allargar el contracte fins a finals de 2019. Alsop va portar l'orquestra en un tour europeu, inclosa la primera aparició d'aquesta al Proms el 2012, els primers Proms en què hi va anar una orquestra brasilera. Van tornar a Europa l'any 2013, amb concerts a Berlín, Londres, Paris, Salzburg i Viena i als Proms de l'agost de 2016. Al Desembre de 2017, l'OSESP va anunciar que Alsop deixaria de ser la seva directora musical al desembre de 2019 i es quedaria amb el títol de directora d'honor.
Al 2010, 2013, 2015 i 2016, Alsop va dirigir la Belgian National Orchestra al Queen Elizabeth Competition. El 7 de Setembre de 2013, Alsop va esdevenir la primera dona en dirigir la Última nit del Proms, i va tornar-hi al 2015. El 4 de Setembre de 2014, als Proms, va ser premiada com a Honorary Membership of the Royal Philarmonic Society. L'any 2014, Alsop va dirigir per primera vegada l'orquestra de Vienna Radio Symphony Orchestra, i al setembre de 2019 es va convertir en la primera directora que dirigia l'orquestra. Alsop va rebre un dels 25 Crystal Awards, que s'otorguen cada any a Davos, Suïssa, a la World Economic Forum, al 2019. Des del 2020, ha estat una Artista en Residencia a la Universitat de Música i Arts performatives de Viena.

## Discografia
L'extensa discografia ha estat mereixedora de nombrosos premis Gramophone i inclou gravacions per a Decca, Harmonia Mundi i Sony Classical, així com cicles molt elogiats de Brahms (Naxos), amb la LPO: Dvořák, amb la BSO; i Prokófiev, amb l'OSESP.

## Premis
Va rebre el Premi Crystal del Fòrum Econòmic Mundial; és l'única directora que ha rebut una Beca MacArthurt, el 2013, va ser la primera dona ha dirigir Last night of the Proms. És directora del Grau de Direcció al Johns Hopkins Peabody Institute.
Per promocionar i nodrir les carreres d'altres directores, l'any 2002 va crear la beca Taki Alsop Conducting Fellowship. Des de la seva creació ha donat 30 beques d'un valor de 20.000 dòlars a directores de tot el món. Una d'elles, Irene Delgado Jimenez, guanyadora de la beca per dos anys 2022-2024, una dona que va estudiar a l'ESMuC i actualment és la directora assistent de Marin Alsop a la ORF Vienna Radio Symphony Orchestra.
| ANY  | Títol |
| ---- | --- |
| 1989 | Guanya el premi Koussevitzky, guardonat pel centre musical Tanglewood (primera dona)                                                                     |
| 2003 | Primera artista en guanyar el premi de l'artista de l'any de la Revista Gramophone i el premi al director de la Societat Real Filharmònica el mateix any |